# Dvorine
Dvorine, arheološko nalazište u Solinu, zaštićeno kulturno dobro.

## Opis dobra
Vrijeme nastanka je od 10. do 11. stoljeća. Dvorine su naziv otoka u rijeci Jadro (Solinskoj rici) u neposrednoj blizini crkve Sv. Petra i Mojsija. Otok je danas pokriven pješčanim nanosom. Toponim Dvorine poznat je od starina, a upisan je i u katastar iz 19. st., te se prema postojanju okolnih spomenika opravdano pretpostavlja da ovakav naziv ukazuje na postojanje ostataka ruševina, koje su nekada bile vidljive na tom mjestu. Pretpostavlja se da se radi o arheološkim ostacima iz 10. – 11. st., moguće starohrvatske stambene arhitekture. Katić pretpostavlja da bi se tu moglo nalaziti jedno od gospodarskih imanja (curtis) hrvatskih kneževa.

## Zaštita
Pod oznakom Z-6129 zavedeno je kao nepokretno kulturno dobro – pojedinačno, pravna statusa zaštićena kulturnog dobra, klasificirano kao "arheološka baština".